# Zodion rossi
Zodion rossi är en tvåvingeart som beskrevs av Camras 1957. Zodion rossi ingår i släktet Zodion och familjen stekelflugor. Inga underarter finns listade i Catalogue of Life.